# Pain & Paper
Pain & Paper è il terzo album in studio della cantante statunitense Lil' Mo, pubblicato nel 2007.

## Tracce
1. Intro – 1:59
2. Officially Hollywood (featuring Katt Williams) – 4:01
3. Sumtimes I (featuring Jim Jones) – 3:49
4. Heartbeat (featuring Donny Roc) – 5:03
5. Lucky Her – 4:26
6. Broken Heart – 5:15
7. Husband – 3:34
8. Jus' Like That – 4:02
9. Youngin' (featuting Da Brat) – 4:34
10. One For The Road – 4:29
11. I Need You Now – 4:08
12. How Can I Tell (featuring Heaven) – 3:56
13. Sexy Pictures (featuring Trina) – 4:07
14. No Hotel – 4:05
15. Baby Please – 3:42
16. Dotted I (I'm Not Perfect) – 3:46
17. Sumtimes I Part. II (featuring Fabolous) – 4:09